# 14014 Münchhausen
14014 Münchhausen là một tiểu hành tinh vành đai chính với chu kỳ quỹ đạo là 1951.2682675 ngày (5.34 năm).
Nó được phát hiện ngày 14 tháng 1 năm 1994.